# Щукін Михайло Миколайович
Михайло Миколайович Щукін (1907, місто Москва, Російська імперія — 1995, місто Москва, Російська Федерація) — радянський інженер-механік, машинобудівник, головний конструктор Харківського заводу транспортного машинобудування. Депутат Верховної Ради Української РСР 2-го скликання.

## Біографія
Син Миколи Михайловича Щукіна, бухгалтера, і Щукіної (до шлюбу Колобашкіної) Тетяни Миколаївни. У 1926—1927 роках — підручний слюсаря Московської фабрики імені Свердлова.
У 1927—1931 роках — студент Московського вищого технічного училища імені Баумана.
З 1931 року працював конструктором та начальником Центрального локомотиво-конструкторського бюро Народного комісаріату важкої промисловості СРСР, в якому в 1931 році брав безпосередню участь у проектуванні потужних паровозів 1П (ФД) і 2П (ІС). Також автор проектів швидкісного паровоза типу 2-3-2 і дослідного газогенераторного теплопаровоза.
До 1941 року — заступник головного конструктора Коломенського паровозобудівного заводу імені Куйбишева Московської області. Під час німецько-радянської війни працював головним конструктором оборонного заводу у східних районах СРСР.
У 1944 році разом з групою фахівців був переведений на Харківський паровозобудівний завод (незабаром перейменований у «Харківський завод транспортного машинобудування (ХЗТМ)»), де був призначений головним конструктором з танкобудування. Брав участь у розробці танка Т-44. У 1945 році очолив роботи по проектуванню ТЕ1 — першого радянського післявоєнного тепловоза, пізніше брав участь у проектуванні ТЕ2. Під керівництвом Щукіна ХЗТМ став великою тепловозобудівною базою, але в 1968 році виробництво локомотивів було згорнуто і завод зосередився на випуску танків.
У кінці 1955 року, займаючи посаду начальника Технічного управління Міністерства важкого машинобудування СРСР, Михайло Щукін спільно з рядом інших фахівців того часу взяв участь у складанні доповідної записки про доцільність заміни паровозів на тепловози та електровози, а також припинення випуску паровозів.

## Нагороди та премії
- Сталінська премія другого ступеня (1946) —  за розробку конструкції легкого артсамоходу
- Сталінська премія третього ступеня (1951) — за роботу у галузі машинобудування
- орден Леніна
- орден Трудового Червоного Прапора
- орден Червоної Зірки
- орден «Знак Пошани»
- медаль «За оборону Москви»
- медаль «За доблесну працю у Великій Вітчизняній війні 1941—1945 років»
- медалі